# Mistrzostwa Azji w piłce ręcznej mężczyzn
Mistrzostwa Azji w piłce ręcznej mężczyzn – oficjalny międzynarodowy turniej piłki ręcznej o randze mistrzostw kontynentu organizowany przez AHF co dwa lata, mający na celu wyłonienie najlepszej męskiej reprezentacji narodowej w Azji. W imprezie mogą brać udział wyłącznie reprezentacje państw, których krajowe federacje piłki ręcznej są oficjalnymi członkami AHF. Turniej służy również jako eliminacja do mistrzostw świata.

## Turnieje
| 1977 | Kuwejt           | Japonia          | Korea Południowa | Chiny            | Kuwejt                       |
| 1979 | Chiny            | Japonia          | Chiny            | Kuwejt           | Palestyna                    |
| 1983 | Korea Południowa | Korea Południowa | Japonia          | Kuwejt           | Bahrajn                      |
| 1987 | Jordania         | Korea Południowa | Japonia          | Kuwejt           | Chiny                        |
| 1989 | Chiny            | Korea Południowa | Japonia          | Kuwejt           | Chiny                        |
| 1991 | Japonia          | Korea Południowa | Japonia          | Chiny            | Katar                        |
| 1993 | Bahrajn          | Korea Południowa | Kuwejt           | Japonia          | Arabia Saudyjska             |
| 1995 | Kuwejt           | Kuwejt           | Korea Południowa | Bahrajn          | Japonia                      |
| 2000 | Japonia          | Korea Południowa | Chiny            | Japonia          | Chińskie Tajpej              |
| 2002 | Iran             | Kuwejt           | Katar            | Arabia Saudyjska | Korea Południowa             |
| 2004 | Katar            | Kuwejt           | Japonia          | Katar            | Bahrajn                      |
| 2006 | Tajlandia        | Kuwejt           | Korea Południowa | Katar            | Iran                         |
| 2008 | Iran             | Korea Południowa | Kuwejt           | Arabia Saudyjska | Iran                         |
| 2010 | Liban            | Korea Południowa | Bahrajn          | Japonia          | Arabia Saudyjska             |
| 2012 | Arabia Saudyjska | Korea Południowa | Katar            | Arabia Saudyjska | Japonia                      |
| 2014 | Bahrajn          | Katar            | Bahrajn          | Iran             | Zjednoczone Emiraty Arabskie |
| 2016 | Bahrajn          | Katar            | Bahrajn          | Japonia          | Arabia Saudyjska             |
| 2018 | Korea Południowa | Katar            | Bahrajn          | Korea Południowa | Arabia Saudyjska             |
| 2020 | Kuwejt           | Katar            | Korea Południowa | Japonia          | Bahrajn                      |
| 2018 | Arabia Saudyjska | Katar            | Bahrajn          | Arabia Saudyjska | Iran                         |
| 2024 | Bahrajn          | Katar            | Japonia          | Bahrajn          | Kuwejt                       |

### Tabela medalowa
| Lp. | Państwo          | Złoto | Srebro | Brąz | Razem |
| --- | ---------------- | ----- | ------ | ---- | ----- |
| 1.  | Korea Południowa | 9     | 4      | 1    | 14    |
| 2.  | Katar            | 6     | 2      | 2    | 10    |
| 3.  | Kuwejt           | 4     | 2      | 4    | 10    |
| 4.  | Japonia          | 2     | 6      | 5    | 13    |
| 5.  | Bahrajn          | 0     | 5      | 2    | 7     |
| 6.  | Chiny            | 0     | 2      | 2    | 4     |
| 7.  | Arabia Saudyjska | 0     | 0      | 4    | 4     |
| 8.  | Iran             | 0     | 0      | 1    | 1     |

### Tabela wyników
| Państwo                      | 1977 | 1979 | 1983 | 1987 | 1989 | 1991 | 1993 | 1995 | 2000 | 2002 | 2004 | 2006 | 2008 | 2010 | 2012 | 2014 | 2016 | 2018 | 2020 | 2022 | 2024 | Występy |
| ---------------------------- | ---- | ---- | ---- | ---- | ---- | ---- | ---- | ---- | ---- | ---- | ---- | ---- | ---- | ---- | ---- | ---- | ---- | ---- | ---- | ---- | ---- | ------- |
| Arabia Saudyjska             | 8    | –    | 5    | –    | 5    | 10   | 4    | –    | –    | 3    | 5    | –    | 3    | 4    | 3    | 6    | 4    | 4    | 7    | 3    | 9    | 16      |
| Australia                    | –    | –    | –    | –    | –    | –    | –    | –    | –    | –    | –    | –    | –    | –    | –    | –    | –    | 11   | 12   | 16   | –    | 3       |
| Bahrajn                      | 6    | –    | 4    | 5    | –    | 5    | 6    | 3    | –    | 7    | 4    | 6    | 10   | 2    | 6    | 2    | 2    | 2    | 4    | 2    | 3    | 18      |
| Bangladesz                   | –    | –    | –    | –    | –    | –    | –    | –    | –    | –    | –    | –    | –    | –    | –    | –    | –    | 13   | –    | –    | –    | 1       |
| Chiny                        | 3    | 2    | –    | 4    | 4    | 3    | 5    | 5    | 2    | –    | –    | 8    | 7    | 9    | –    | 11   | 9    | 9    | 11   | –    | 10   | 16      |
| Chińskie Tajpej              | –    | –    | –    | 7    | 7    | 7    | 9    | 7    | 4    | –    | –    | –    | –    | –    | –    | –    | –    | –    | –    | –    | 11   | 7       |
| Hongkong                     | –    | –    | 8    | –    | 9    | –    | –    | –    | –    | –    | –    | –    | –    | –    | –    | –    | –    | –    | 10   | 11   | 13   | 5       |
| Indie                        | –    | 5    | –    | –    | –    | –    | 12   | 9    | –    | –    | –    | –    | –    | –    | –    | –    | –    | 12   | –    | 15   | 16   | 6       |
| Irak                         | 5    | –    | –    | –    | –    | –    | –    | –    | –    | –    | –    | –    | –    | 10   | –    | 10   | –    | –    | 9    | 6    | –    | 5       |
| Iran                         | –    | –    | –    | –    | 8    | 11   | 10   | –    | 5    | 5    | 7    | 4    | 4    | 7    | 5    | 3    | 5    | 5    | 6    | 4    | 14   | 16      |
| Japonia                      | 1    | 1    | 2    | 2    | 2    | 2    | 3    | 4    | 3    | 6    | 2    | 5    | 6    | 3    | 4    | 9    | 3    | 6    | 3    | –    | 2    | 20      |
| Jordania                     | –    | –    | 7    | 9    | –    | –    | –    | –    | –    | –    | 8    | 7    | –    | 12   | 9    | –    | –    | –    | –    | 12   | –    | 7       |
| Katar                        | –    | –    | 6    | 6    | 6    | 4    | 7    | –    | –    | 2    | 3    | 3    | 5    | 5    | 2    | 1    | 1    | 1    | 1    | 1    | 1    | 17      |
| Kazachstan                   | –    | –    | –    | –    | –    | –    | 11   | 8    | –    | –    | –    | –    | –    | –    | –    | –    | –    | –    | –    | –    | 14   | 3       |
| Korea Południowa             | 2    | –    | 1    | 1    | 1    | 1    | 1    | 2    | 1    | 4    | –    | 2    | 1    | 1    | 1    | 5    | 6    | 3    | 2    | 5    | 5    | 19      |
| Korea Północna               | –    | –    | –    | –    | –    | 9    | –    | –    | –    | –    | –    | –    | –    | –    | –    | –    | –    | –    | –    | –    | –    | 1       |
| Kuwejt                       | 4    | 3    | 3    | 3    | 3    | 8    | 2    | 1    | –    | 1    | 1    | 1    | 2    | –    | 8    | 7    | –    | –    | 8    | 7    | 4    | 17      |
| Liban                        | –    | –    | –    | –    | –    | –    | –    | –    | –    | –    | –    | –    | 9    | 8    | –    | –    | 10   | –    | –    | –    | –    | 3       |
| Nepal                        | –    | –    | –    | 11   | –    | –    | –    | –    | –    | –    | –    | –    | –    | –    | –    | –    | –    | –    | –    | –    | –    | 1       |
| Nowa Zelandia                | –    | –    | –    | –    | –    | –    | –    | –    | –    | –    | –    | –    | –    | –    | –    | –    | –    | 14   | 13   | –    | 15   | 3       |
| Oman                         | –    | –    | –    | –    | –    | –    | –    | –    | –    | –    | 9    | –    | –    | –    | –    | 8    | 8    | 8    | –    | 10   | 12   | 6       |
| Palestyna                    | 7    | 4    | –    | 10   | –    | –    | –    | –    | –    | –    | –    | –    | –    | –    | –    | –    | –    | –    | –    | –    | –    | 3       |
| Singapur                     | –    | –    | –    | –    | –    | –    | –    | –    | –    | –    | –    | –    | –    | –    | –    | –    | –    | –    | –    | 14   | –    | 1       |
| Syria                        | –    | –    | –    | 8    | –    | 12   | –    | –    | –    | –    | –    | –    | –    | 6    | –    | –    | 11   | –    | –    | –    | –    | 4       |
| Tajlandia                    | –    | –    | –    | –    | –    | –    | –    | –    | –    | –    | –    | 9    | –    | –    | –    | –    | –    | –    | –    | –    | –    | 1       |
| Uzbekistan                   | –    | –    | –    | –    | –    | –    | –    | –    | –    | –    | –    | –    | –    | –    | 10   | 12   | –    | 10   | –    | 8    | –    | 4       |
| Wietnam                      | –    | –    | –    | –    | –    | –    | –    | –    | –    | –    | –    | –    | –    | –    | –    | –    | –    | –    | –    | 13   | –    | 1       |
| Zjednoczone Emiraty Arabskie | 9    | –    | –    | –    | –    | 6    | 8    | 6    | –    | –    | 6    | –    | 8    | 11   | 7    | 4    | 7    | 7    | 5    | 9    | 7    | 14      |
| Państwo                      | 1977 | 1979 | 1983 | 1987 | 1989 | 1991 | 1993 | 1995 | 2000 | 2002 | 2004 | 2006 | 2008 | 2010 | 2012 | 2014 | 2016 | 2018 | 2020 | 2022 | 2024 | Występy |